# Jean Schorn (Radsportler, 1901)
Jean Schorn (genannt der Ältere) (* 3. März 1901 in Köln; † 23. Dezember 1973 ebenda) war ein deutscher Radrennfahrer und nationaler Meister im Radsport.

## Sportliche Laufbahn
Schorn war Bahnradsportler. Mit den gleichnamigen Kölner Radrennfahrer Jean Schorn (1912–1994) war er nicht verwandt. 1919 begann er in Köln mit dem Radsport. Von Beruf war er Tischler.
Als Amateur gewann er 1926 mit seinem Verein RC Adler Köln die nationale Meisterschaft in der Mannschaftsverfolgung. Mit ihm wurden Paul Oszmella, Peter Steffes, Mathias Engel, Viktor Rausch und Paul Hanf Meister. Auf der Straße gewann er 1926 Köln–Münstereifel–Köln.
Schorn fuhr von 1928 bis 1932 als Berufsfahrer. Drei Jahre lang startete er für das Radsportteam Opel. Er bestritt 24 Sechstagerennen, konnte aber keines gewinnen. Seine beste Platzierung hatte er 1930 mit dem 2. Platz im Sechstagerennen von Saint-Étienne.

## Berufliches
Nach seiner Karriere als Radprofi war er an Radsporttrainingsschulen in den Niederlanden beschäftigt.